# Diparopsis gossypioides
Diparopsis gossypioides is een vlinder uit de familie uilen (Noctuidae). De wetenschappelijke naam van deze soort is voor het eerst geldig gepubliceerd in 1951 door Clemens.
De soort komt voor in tropisch Afrika.